# Łagów (gemeente in powiat Kielecki)
De gemeente Łagów is een landgemeente in het Poolse woiwodschap Święty Krzyż, in powiat Kielecki.
De zetel van de gemeente is in Łagów.
Op 30 juni 2004 telde de gemeente 6973 inwoners.

## Oppervlakte gegevens
In 2002 bedroeg de totale oppervlakte van gemeente Łagów 113,03 km², waarvan:
- agrarisch gebied: 67%
- bossen: 27%

De gemeente beslaat 5,03% van de totale oppervlakte van de powiat.

## Demografie
Stand op 30 juni 2004:
| Omschrijving                   | Totaal | Totaal | Vrouwen | Vrouwen | Mannen | Mannen |
| ------------------------------ | ------ | ------ | ------- | ------- | ------ | ------ |
| eenheid                        | aantal | %      | aantal  | %       | aantal | %      |
| inwoners                       | 6973   | 100    | 3421    | 49,1    | 3552   | 50,9   |
| bevolkingsdichtheid (inw./km²) | 61,7   | 61,7   | 30,3    | 30,3    | 31,4   | 31,4   |

In 2002 bedroeg het gemiddelde inkomen per inwoner 1408,36 zł.

## Aangrenzende gemeenten
Bieliny, Baćkowice, Daleszyce, Iwaniska, Nowa Słupia, Raków, Waśniów
- Library of Congress Control Number: n2006041822
- Virtual International Authority File: 131563753